# Alfter
Alfter est une commune de Rhénanie-du-Nord-Westphalie (Allemagne), située dans l'arrondissement de Rhin-Sieg, dans le district de Cologne, dans le Landschaftsverband de Rhénanie.
En 1067, le nom de la ville apparait pour la première fois dans un document. Alfter reste indépendant jusqu’à 1969. Aujourd'hui, la commune regroupe les villages (Ortsteile) suivant : Birrekoven, Olsdorf, Gielsdorf, Oedekoven, Impekoven, Witterschlick, Volmershoven-Heidgen.
Les fouilles montrent que la région a été habitée dès le néolithique. La région était habitée au temps des Francs et Romains. Depuis l'époque romaine, c’est une région viticole. On y a cultivé principalement le pinot noir jusqu'au début du XXe siècle.
Jusqu'au XIXe siècle, la population était presque exclusivement catholique romaine, sauf à Alfter, où vivait une petite communauté juive. Les premières paroisses catholiques se trouvent à Witterschlick et à Alfter. Dans le XXe siècle, Gielsdorf et Oedekoven sont devenus des paroisses indépendantes. Oedekoven et Gielsdorf appartenaient auparavant à la paroisse de Lessenich.

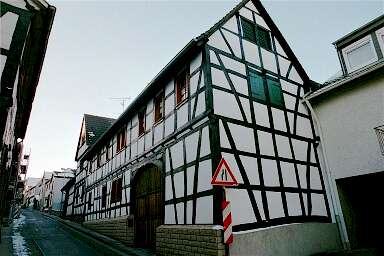
Une maison à colombages

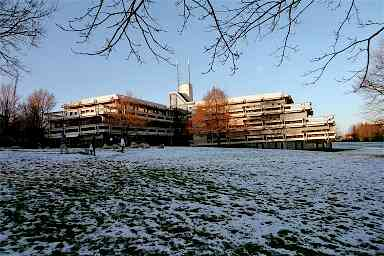
La mairie

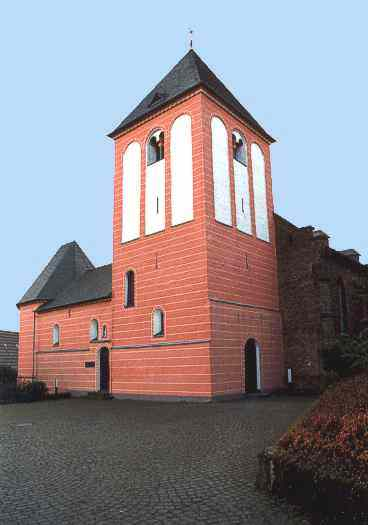
St. Jakobus

## Jumelage
- Châteauneuf-sur-Charente (France)
- Beelitz (Allemagne)